# Jeżewo (gemeente)
De gemeente Jeżewo is een landgemeente in het Poolse woiwodschap Koejavië-Pommeren, in powiat Świecki.
De zetel van de gemeente is in Jeżewo.
Op 30 juni 2004 telde de gemeente 7734 inwoners.

## Oppervlakte gegevens
In 2002 bedroeg de totale oppervlakte van gemeente Jeżewo 155,93 km², waarvan:
- agrarisch gebied: 36%
- bossen: 52%

De gemeente beslaat 10,59% van de totale oppervlakte van de powiat.

## Demografie
Stand op 30 juni 2004:
| Omschrijving                   | Totaal | Totaal | Vrouwen | Vrouwen | Mannen | Mannen |
| ------------------------------ | ------ | ------ | ------- | ------- | ------ | ------ |
| eenheid                        | aantal | %      | aantal  | %       | aantal | %      |
| inwoners                       | 7734   | 100    | 3856    | 49,9    | 3878   | 50,1   |
| bevolkingsdichtheid (inw./km²) | 49,6   | 49,6   | 24,7    | 24,7    | 24,9   | 24,9   |

In 2002 bedroeg het gemiddelde inkomen per inwoner 1463,47 zł.

## Plaatsen
Białe, Białe Błota, Belno, Buczek, Ciemniki, Czersk Świecki, Dubielno, Jeżewo, Krąplewice, Laskowice, Lipienki, Lipno, Nowe Krąplewice, Osłowo, Pięćmorgi, Piskarki, Skrzynki, Taszewko, Taszewo, Taszewskie Pole.

## Aangrenzende gemeenten
Dragacz, Drzycim, Osie, Świecie, Warlubie